# Washington Redskins 1956
La stagione 1956 dei Washington Redskins è stata la 25ª della franchigia nella National Football League e la 19ª a Washington. Sotto la direzione del capo-allenatore Joe Kuharich la squadra ebbe un record di 6-6, terminando terza nella NFL Eastern e mancando i playoff per l'11º anno consecutivo.

## Calendario
| Stagione regolare |                    |                        |                    |                    |                             |                    |                    |
| Turno             | Data               | Avversario             | Risultato          | Record             | Stadio                      | Pubblico           | Sintesi            |
| 1                 | 30 settembre       | at Pittsburgh Steelers | S 13–30            | 0–1                | Forbes Field                | 27,718             | Recap              |
| 2                 | 6 ottobre          | at Philadelphia Eagles | S 9–13             | 0–2                | Connie Mack Stadium         | 26,607             | Recap              |
| 3                 | 14 ottobre         | Chicago Cardinals      | S 3–31             | 0–3                | Griffith Stadium            | 25,794             | Recap              |
| 4                 | 21 ottobre         | Cleveland Browns       | V 20–9             | 1–3                | Griffith Stadium            | 23,332             | Recap              |
| 5                 | 28 ottobre         | at Chicago Cardinals   | V 17–14            | 2–3                | Comiskey Park               | 30,553             | Recap              |
| 6                 | Settimana di pausa | Settimana di pausa     | Settimana di pausa | Settimana di pausa | Settimana di pausa          | Settimana di pausa | Settimana di pausa |
| 7                 | 11 novembre        | Detroit Lions          | V 18–17            | 3–3                | Griffith Stadium            | 28,003             | Recap              |
| 8                 | 18 novembre        | New York Giants        | V 33–7             | 4–3                | Griffith Stadium            | 26,261             | Recap              |
| 9                 | 25 novembre        | at Cleveland Browns    | V 20–17            | 5–3                | Cleveland Municipal Stadium | 22,878             | Recap              |
| 10                | 2 dicembre         | at New York Giants     | S 14–28            | 5–4                | Yankee Stadium              | 26,261             | Recap              |
| 11                | 9 dicembre         | Philadelphia Eagles    | V 19–17            | 6–4                | Griffith Stadium            | 22,333             | Recap              |
| 12                | 16 dicembre        | Pittsburgh Steelers    | S 0–23             | 6–5                | Griffith Stadium            | 21,097             | Recap              |
| 13                | 23 dicembre        | at Baltimore Colts     | S 17–19            | 6–6                | Memorial Stadium            | 32,994             | Recap              |

Nota: gli avversari della propria division sono in grassetto.

## Classifiche
| NFL Eastern         |   |   |   |      |     |     |     |     |
|                     | V | S | P | %    | DIV | PF  | PS  | STR |
| New York Giants     | 8 | 3 | 1 | .727 | 7–3 | 264 | 197 | V1  |
| Chicago Cardinals   | 7 | 5 | 0 | .583 | 7–3 | 240 | 182 | V1  |
| Washington Redskins | 6 | 6 | 0 | .500 | 5–5 | 183 | 225 | S2  |
| Cleveland Browns    | 5 | 7 | 0 | .417 | 4–6 | 167 | 177 | S1  |
| Pittsburgh Steelers | 5 | 7 | 0 | .417 | 4–6 | 217 | 177 | V1  |
| Philadelphia Eagles | 3 | 8 | 1 | .273 | 3–7 | 143 | 215 | S3  |

Note: I pareggi non venivano conteggiati ai fini della classifica fino al 1972.